# Brahmaputra
Brahmaputra, de asemenea, numit Tsangpo-Brahmaputra, este un fluviu trans-frontalier și unul dintre fluviile importante din Asia.

## Geografia

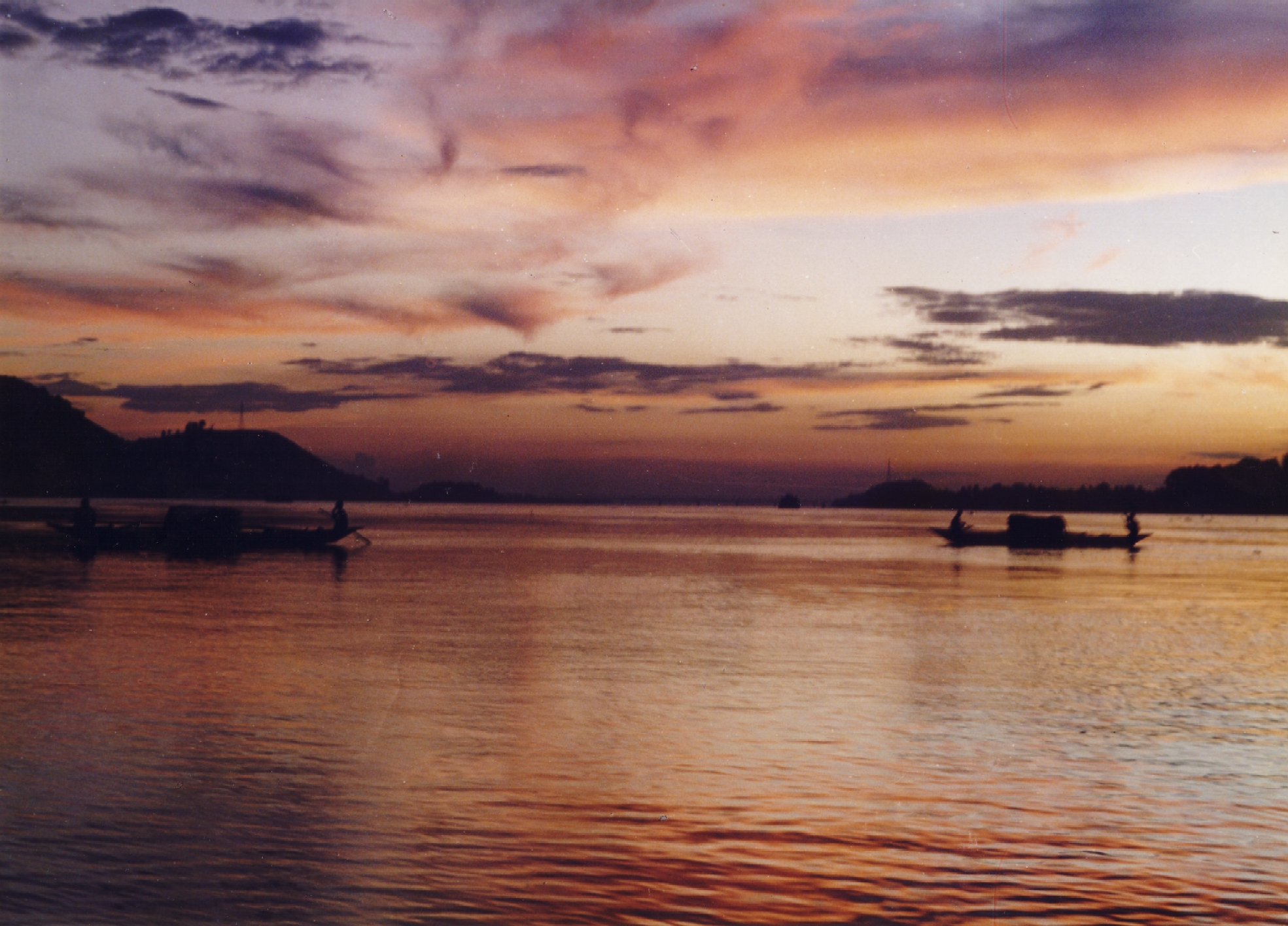
Vedere a fluviului Brahmaputra lângă Sukleswar Ghat, Guwahati, Assam, India.

De la originea sa în sud-vestul Tibetului cu denumirea de Tsangpo Yarlung, curge spre sudul Tibetului și străpunge munții Himalaya prin niște chei mari și după curge spre Arunachal Pradesh (India), unde este cunoscut sub numele de Dihang. Acesta curge spre sud-vest prin Valea Assam ca Brahmaputra și spre sud, prin Bangladesh, ca Jamuna (a nu fi confundat cu Yamuna de India). Acolo se contopește cu Gange pentru a forma cea mai mare deltă din lume. Brahmaputra are 2.896 km lungime și are o importanță deosebită pentru irigații și transport. Cursul său superior a fost mult timp necunoscut, și identitatea sa cu Tsangpo Yarlung a fost stabilită numai prin explorare în 1884-1886. Acest fluviu este adesea numit Tsangpo-Brahmaputra. Adâncimea medie a fluviului este de 38 m și adâncimea maximă este de 120 m.
În Bangladesh, fluviul se contopește cu Gange și se împarte în două: Padma și Meghna. În timp ce majoritatea râurilor de pe subcontinentul indian au nume feminin, acest râu are un nume rar de sex masculin, deoarece acesta înseamnă „fiul lui Brahma” în sanscrită („Putra” înseamnă „fiu”).
Brahmaputra este navigabil pentru cea mai mare parte din lungimea sa. Partea inferioară a lui este sfântă pentru hinduși. Fluviul este predispus la inundații catastrofale în primăvară, când se topesc zăpezile Himalayei. Este, de asemenea, unul dintre puținele fluvii din lume unde se manifestă mareea.

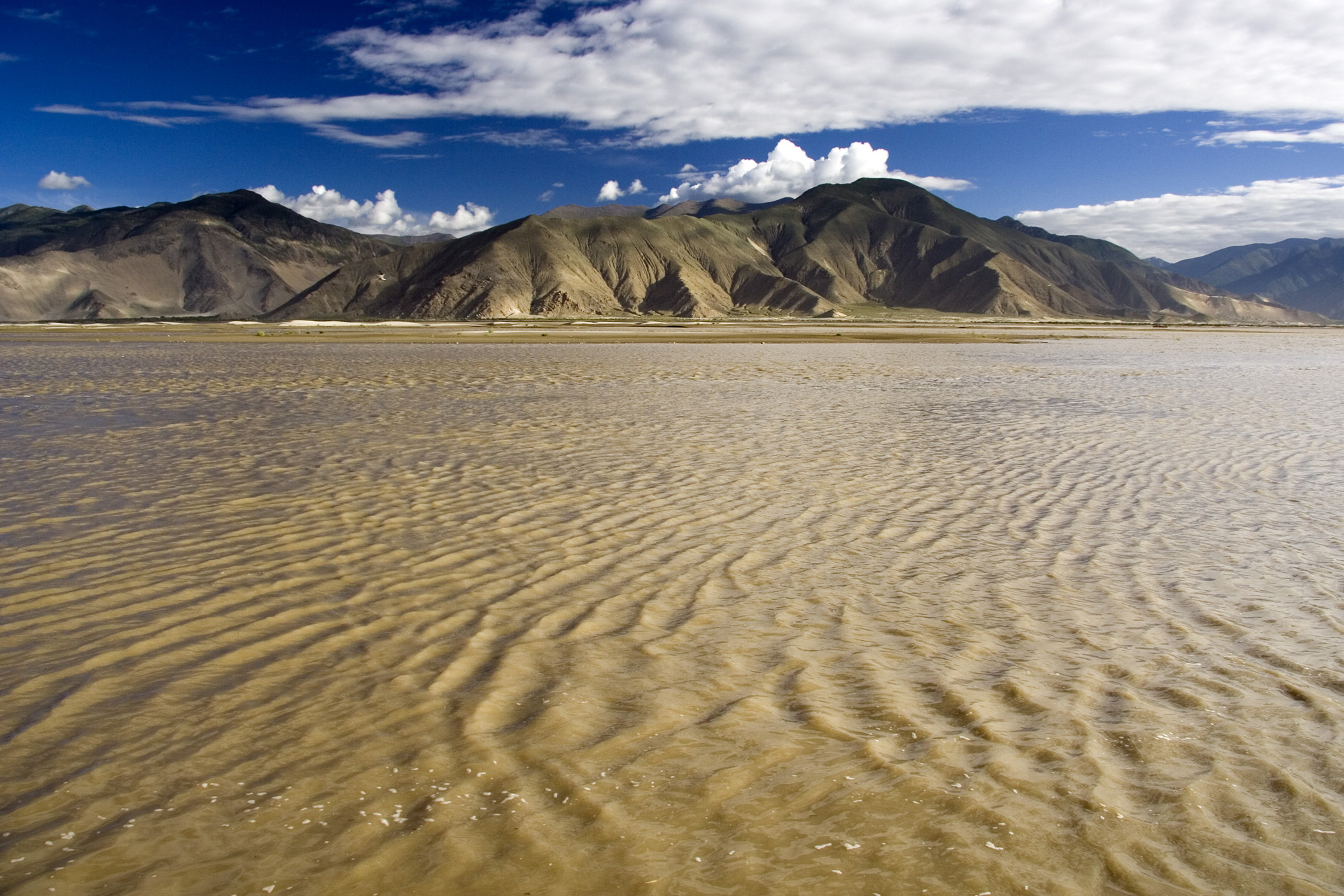
Tsangpo în Tibet.

## Cursul fluviului

### Tibet
Tsangpo Yarlung izvorăște din ghețarul Jima Yangzong lângă Muntele Kailash în Himalaya de nord. El curge apoi spre est pentru aproximativ 1700 km la o altitudine medie de 4.000 de metri, și este astfel fluviul situat la cea mai mare altitudine dintre fluviile importante din lume. În Tibet, Tsangpo urmează linia de sutură dintre placa Eurasiei și subcontinentul indian. La punctul său estic, se apleacă în jurul Muntelui Namcha Barwa și formează Canionul Yarlung Tsangpo, care este considerat cel mai adânc canion din lume.

### Assam și regiunea adiacentă

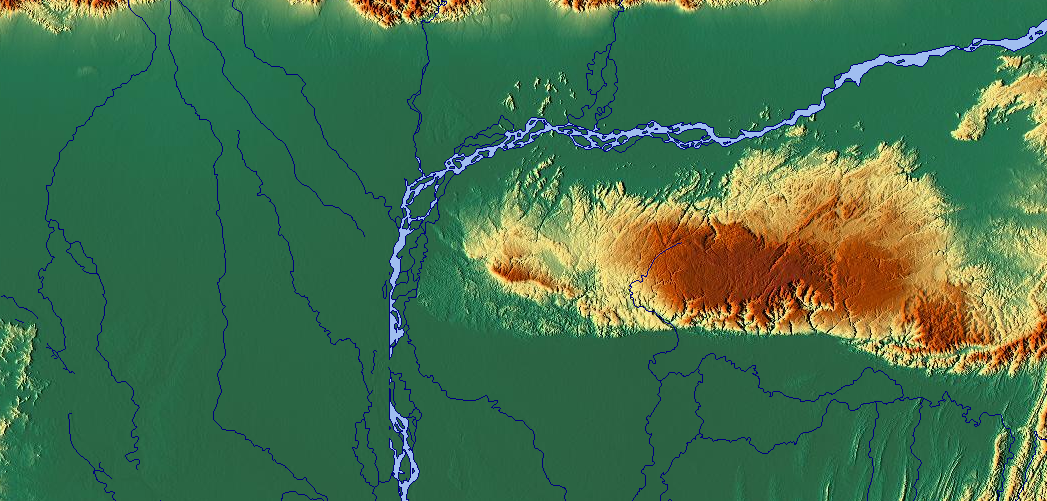
Hartă arătând o parte a cursului Brahmaputra şi afluenţii săi în nord-estul Indiei şi Bangladesh

Când fluviul intră în Arunachal Pradesh, este numit Siang și face o coborâre foarte rapidă de la înălțimea inițială în Tibet, și în cele din urmă apare în câmpie, unde este numit Dihang. El curge aproximativ 35 km și după primește doi afluenți majori: Dibang și Lohit. Din acest punct de confluență, fluviul devine foarte larg și este denumit Brahmaputra. În el se varsă Bhoreli Jia (numit râul Kameng unde acesta se varsă la Arunachal Pradesh) în Districtul Sonitpur și acesta curge prin întregul stat Assam. În Assam fluviul ajunge uneori și la 10 km lățime. Între districtele Dibrugarh și Lakhimpur fluviul se împarte în două canale: la nord canalul Kherkutia și la sud canalul Brahmaputra. Cele două canale se unesc din nou la circa 100 de kilometri în aval și formează insula Majuli. La Guwahati în apropiere de centrul vechi de pelerinaj din Hajo, Brahmaputra trece prin rocile Podișului Shillong, și este cel mai îngust: 1 km lățime. Aici s-a dat bătălia de la Saraighat deoarece Brahmaputra este mai îngust în acest punct. Primul pod feroviar pe Brahmaputra a fost deschis traficului în aprilie 1962, la Saraighat.
Mediul din luncile Brahmaputra în Assam au fost descrise ca Valea Brahmaputra o ecoregiune a pădurilor. În comparație cu celelalte fluvii mari din India, Brahmaputra este mai puțin poluată, dar are propriile sale probleme: unități de rafinare a petrolului contribuie cel mai mult la poluarea industrială a bazinului fluviului împreună cu alte industrii mici și mijlocii. Problema principală cu care se confruntă bazinul hidrografic este problema inundațiilor constante. Inundațiile apar mai des în ultimii ani din cauza defrișărilor și a altor activități umane.

### Bangladesh

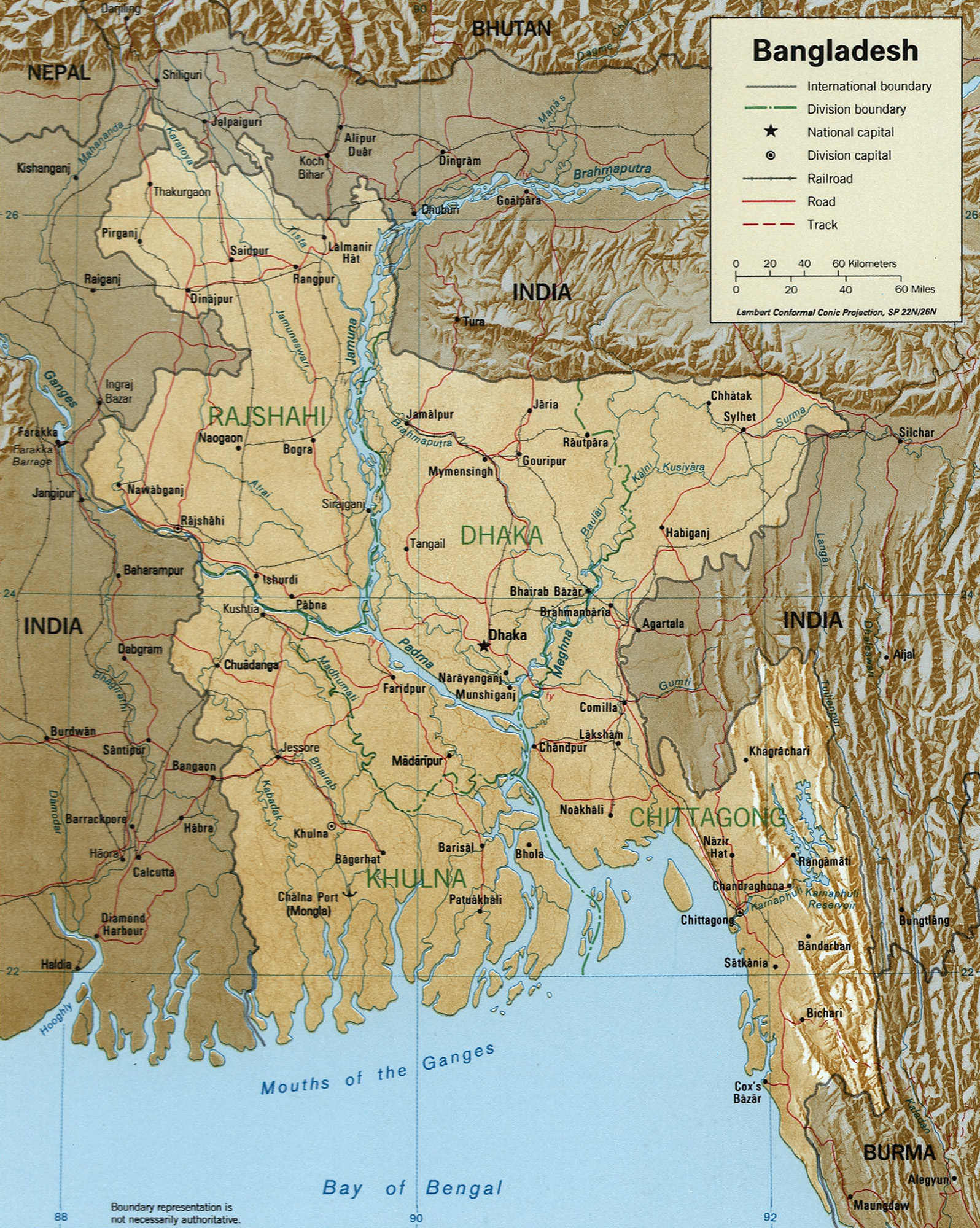
Apele curgătoare importante din Bangladesh

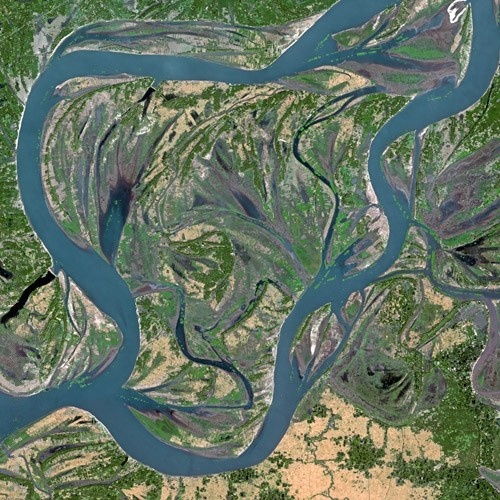
Brahmaputra, imagine din satelit

În Bangladesh, Brahmaputra se împarte în două ramuri: ramura mult mai mare continuă spre sud, ca Jamuna (Jomuna) și se varsă în Gange, numit local Padma (Pôdda), în timp ce ramura de sud-est mai mică Brahmaputra (Bromhoputro) se varsă în Meghna. Ambele ramuri reconverg în cele din urmă lângă Chandpur în Bangladesh și Brahmaputra se varsă în Golful Bengal. Totuși, acum 250 de ani fluviul Brahmaputra, în Bangladesh, trecea prin districtul Jamalpur și Mymensingh dar un cutremur serios a condus la cursul său prezent. Fluviul Gange și Brahmaputra formează cea mai mare deltă din lume. Această deltă are forma unui triunghi și acoperă mai mult de 105.000 km2. Aproximativ două treimi din deltă se află în Bangladesh. Cea mai mare parte a deltei este compusă din soluri aluviale, soluri cu laterit roșu și roșu-galben. Solul are cantități mari de minerale și nutrienți, care sunt bune pentru agricultură.

## Hidrologie
Brahmaputra este un fluviu ale cărui ape au un debit foarte neregulat. Fluviul se confruntă cu o perioadă cu apă mare din iunie până în octombrie, când este muson și o perioadă de apă scăzută din ianuarie până în sezonul uscat din martie. Între cele două luni extreme, debitul mediu lunar al fluviului variază în funcție de un factor de 10. Debitul mediu inter-anual este de 916 m3/sec la Yangcun în Tibet pentru un fond de suprafață de 153.191 km2, de 18.100 m3/sec la Pandu pentru un fond de suprafață de 405.000 km2 și 21.261 m3/sec la Bahadurabad la un bazin cu suprafața de 636.130 km2. Debitul minim cunoscut a fost măsurat în timpul sezonului uscat în 1960, când a fost de 3.280 m3/s.

## Inundații

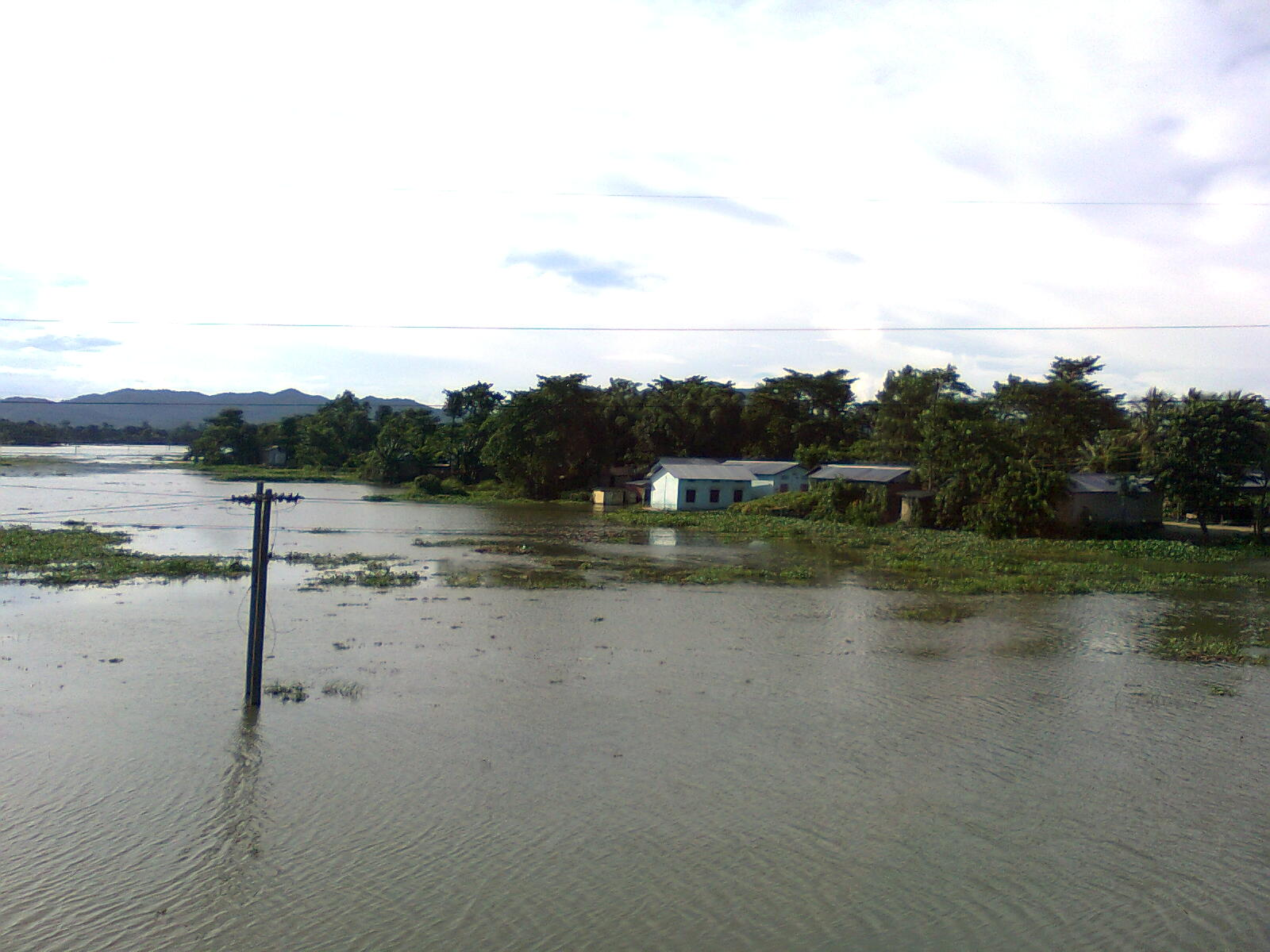
Sate inundate de Brahmaputra

În timpul sezonului musonic (iunie-octombrie), inundațiile sunt un fenomen comun. Defrișările din bazinul fluviului Brahmaputra au dus la creșterea nivelului de înnămolire, la creșterea numărului de viituri, și la eroziunea solului în habitatul din aval, cum ar fi Parcul Național Kaziranga. Ocazional, inundații masive cauzează pierderi pentru culturi și pierderi uriașe de vieți omenești și proprietăți. Inundarea periodică este un fenomen natural, important din punct de vedere ecologic, deoarece contribuie la menținerea pajiștilor de șes și a faunei sălbatice asociate. Inundațiile periodice, de asemenea, aduc aluviuni proaspete care completează solul fertil al văii fluviului Brahmaputra. Astfel inundațiile, agricultura și practicile agricole sunt strâns legate.

## Transport și navigație
Până la independența Indiei în 1947, Brahmaputra a fost folosit ca o cale navigabilă majoră. În anii 1990, porțiunea dintre Sadiya și Dhubri în India a fost declarată ca fiind a doua cale navigabilă. Ultimii ani au văzut un salt modest în creșterea croazierelor fluviale.

## Cooperare pe Brahmaputra
Apele fluviului Brahmaputra sunt împărțite de către China, India și Bangladesh. În anii 1990 și 2000, au fost repetate speculații despre China care ar dori construirea unui baraj la Cotul Mare, cu scopul de a devia apele spre nordul țării. Acest lucru a fost negat de către guvernul chinez pentru mai mulți ani. La „Workshop Kathmandu” de la „Strategic Foresight Group”, în august 2009, privind securitatea apei în regiunea Himalaya, care a fost o ocazie rară de a avea împreună hidrologi din țările din bazinul fluviului, oamenii de știință chinezi au susținut că nu a fost fezabil pentru China de a efectua o astfel de diversiune. Cu toate acestea, la 22 aprilie 2010, China a confirmat că se va construi într-adevăr Barajul Zangmu pe Brahmaputra, dar a asigurat India că proiectul nu ar avea vreun efect semnificativ asupra debitului din aval în India.
Într-o întâlnire a oamenilor de știință de la Dhaka la 2010, 25 de experți din țările din bazinul fluviului au emis o declarație cu privire la securitatea apei. Chiar dacă Convenția ONU privind trans-limita de apă din 1997 nu împiedică niciuna dintre țările bazinului de a construi un baraj, cutumiar oferă ajutor pentru țările riverane mai mici. De asemenea, există potențial pentru China, India și Bangladesh pentru a dezvolta proiecte hidro și transfrontaliere de navigare pe apă.

## Alte lecturi
- "The Brahmaputra", a detailed study of the river by renowned writer Arup Dutta. (Published by National Book Trust, New Delhi, India)